# 佩德罗·拉米雷斯·巴斯克斯
佩德罗·拉米雷斯·巴斯克斯（西班牙語：Pedro Ramírez Vázquez，1919年4月16日—2013年4月16日），墨西哥建筑师，政治人物。

## 生平
佩德罗·拉米雷斯·巴斯克斯出生于墨西哥墨西哥城，1943年获得墨西哥国立自治大学建筑学学士学位。
巴斯克斯是墨西哥中间党派革命制度党成员，在墨西哥第51任总统荷西·羅培茲·波提略任职期间，担任社会发展秘书处秘书长。
巴斯克斯曾担任1968年墨西哥城奥运会和1970年世界杯组委会主席，自1972年起任国际奥林匹克委员会委员，也是墨西哥历史上第一名国际奥委会委员，1995年卸任后继续任荣誉委员。
2013年4月16日，佩德罗·拉米雷斯·巴斯克斯在94岁生日当天于墨西哥城逝世。

## 主要作品
佩德罗·拉米雷斯·巴斯克斯主导设计了大量墨西哥标志性建筑，在世界范围也有许多作品。他的创作多将欧洲、美洲的现代主义建筑风格和拉丁美洲原生态的前哥伦布时期建筑风格较好融合，并擅长使用混凝土结构。
- 国立人类学博物馆，1964年，墨西哥墨西哥城
- 阿兹特克体育场，1966年，墨西哥墨西哥城
- 国际奥委会总部大楼，1968年，瑞士洛桑
- 瓜达露佩圣母圣殿，1976年，墨西哥墨西哥城
- 奥林匹克博物馆，1993年，瑞士洛桑
- 哥斯达黎加总统府

## 外部連結
- 佩德罗·拉米雷斯·巴斯克斯官方网站